# Országh Oszkár
Országh Oszkár, születési és 1903-ig használt nevén Oesterreicher Oszkár, névváltozata: Ország Oszkár (Budapest, 1883. július 28. – Budapest, 1959. december 11.) tüdőgyógyász, igazgató főorvos, egészségügyi főtanácsos.

## Életpályája
Oesterreicher Mór morvaországi kereskedő és Falk Ernesztina fiaként született zsidó családban. A budapesti VII. kerületi Magyar Királyi Állami Főgimnáziumban érettségizett (1901). Tanulmányait a Budapesti Tudományegyetem Orvostudományi Karán folytatta (1901–1906). 1905-ben kinevezték az I. sz. Kórbonctani Intézet mellé díjazatlan gyakornokká. Az 1905/1906. tanévben elnyerte a Hőgyes-féle 140 koronás jutalomdíjat.
Oklevelének megszerzése után az I. sz. Belgyógyászati Klinika díjazatlan gyakornoka, majd 1908 és 1910 között a III. sz. Belgyógyászati Klinika díjazatlan gyakornoka volt. Hosszabb tanulmányutat tett Ausztriában, Németországban és Svájcban. Hazatérése után, 1910 júliusában megválasztották a budakeszi Erzsébet-királyné Szanatórium főorvosává, 1923. november 1-jétől pedig az intézmény igazgató főorvosa és a Szanatórium Egyesület főtitkár-helyettese lett. 1923 májusában a magyar királyi népjóléti és munkaügyi miniszter előterjesztésére egészségügyi tanácsosi címet adományoztak számára a közegészségügyi szolgálat terén kifejtett eredményes munkássága elismeréséül. 1928 decemberében egészségügyi főtanácsosi címet kapott.
1928–1929-ben két és fél hónapot Indiában töltött. 1942-ben lemondották igazgató főorvosi állásáról, de 1946 és 1948 között ismét ő irányította az intézményt. Halálát húgyvérűség okozta.
Megalakulásától, 1913-tól s Magyar Orvosok Tuberkulózis Egyesületének első titkára volt. Tagja volt a legtöbb adót fizető polgárként a budakeszi képviselőtestületnek.
Felesége Bónis Ilona Erzsébet Anna (1907–1997), Bónis István és Kollár Mária lánya, akivel 1934. december 3-án Budapesten kötött házasságot.

## Művei
- Új, egyszerű spórafestő módszer. (Orvosi Hetilap, 1905, 26.)
- A typhus-allergiapróbák diagnostikai értékéről. (Orvosi Hetilap, 1908, 18.)
- A Porges-Meier-, Klausner- és Levadits-féle syphilisreactiók klinikai értékéről. Kentzler Gyulával. (Orvosi Hetilap, 1908, 22.)
- Vizsgálatok a vérsavó és a savós folyadékgyülemek fehérjetartalma között lévő összefüggésről. Engel Károllyal. (Magyar Orvosi Archivum, 1908, 27.)
- A tüdőgangraenás köpet fehérje-tartalma. (Magyar Orvosi Archivum, 1909, 19.)
- A téli sportok hatása az emberre. (Turistaság és Alpinizmus, 1910, 6.)
- Vérelváltozások tabesben. (Orvosi Hetilap, 1910, 40.)
- A tatabányai typhusjárvány alkalmával végzett bakteriológiai, serologiai és haematologiai vizsgálatok. Kentzler Gyulával. (Magyar Orvosi Archivum, 1911, 11.)
- A tatabányai typhusjárvány. Kentzler Gyulával. (Orvosi Hetilap, 1911, 16–17.)
- A tuberkulózis elterjedése és az ellene való küzdelem Magyarországban. (Magyar Figyelő, 1912, 3.)
- A gümőkórellenes küzdelem a drezdai közegészségi kiállításon. (Orvosi Hetilap, 1912, 6.)
- A tüdőcsúcs körülírt emphysemája. (Orvosi Hetilap, 1912, 35.)
- Az albumosementes tuberculin értékéről. Spitzstein Izidórával. (Orvosi Hetilap, 1912, 39.)
- Báró Korányi Frigyes. Nekrológ. (Magyar Figyelő, 1913, 2.)
- Az izomzat villamos ingerlékenysége mesterséges pneumothorax eseteiben. (Orvosi Hetilap, 1913, 52.)
- A tüdősyphilis diagnostikájának és gyógyításának néhány kérdéséről. (Orvosi Hetilap, 1914, 13.)
- A tuberkulózis elleni küzdelem és a háború. (Magyar Figyelő, 1915, 2.)
- Orvosi tanácsok volt sanatóriumi betegek részére. (Jó Egészség, 1915, 3.)
- A tüdőtuberculosis gyógyulása a különböző évszakokban. (Orvosi Hetilap, 1916, 32–33.)
- A tüdőtuberkulózis diagnostikája. (Orvosképzés, 1917, 3–5.)
- A subfebrilitásról. (Orvosképzés, 1922, 1.)
- A vegetatív idegrendszer és a harántcsíkolt izomzat közötti összefüggés kérdéséhez. (Orvosképzés, 1925, 1.)
- Jacobaeus-féle synecholysissel befolyásolt mesterséges légmell esete. (Gyógyászat, 1926, 33.)
- A véralvadás gyorsításának új módszere. Alföldy Józseffel. 1926
- A tuberculosis tanának haladása. Szerk. Országh Oszkár. Budapest, 1927
- Pleuritis mediastinalis syphilitica. (Orvosi Hetilap, 1928, 20.)
- Adatok a tuberculosis és klima kérdéséhez. (Orvosi Hetilap, 1933, 39.)
- Adatok a mikroklíma jelentőségéhez. (Orvosi Hetilap, 1938, 16.)
- A tüdő és légmell hőmérsékletének kísérletes vizsgálata. Dubóczky Bélával. (Orvosi Hetilap, 1939, 46.)